# Saint-Saturnin-du-Limet
Saint-Saturnin-du-Limet é uma comuna francesa na região administrativa da Pays de la Loire, no departamento de Mayenne. Estende-se por uma área de 10,7 km². Em 2010 a comuna tinha 517 habitantes (densidade: 48,3 hab./km²).